# Beginenhofmuseum

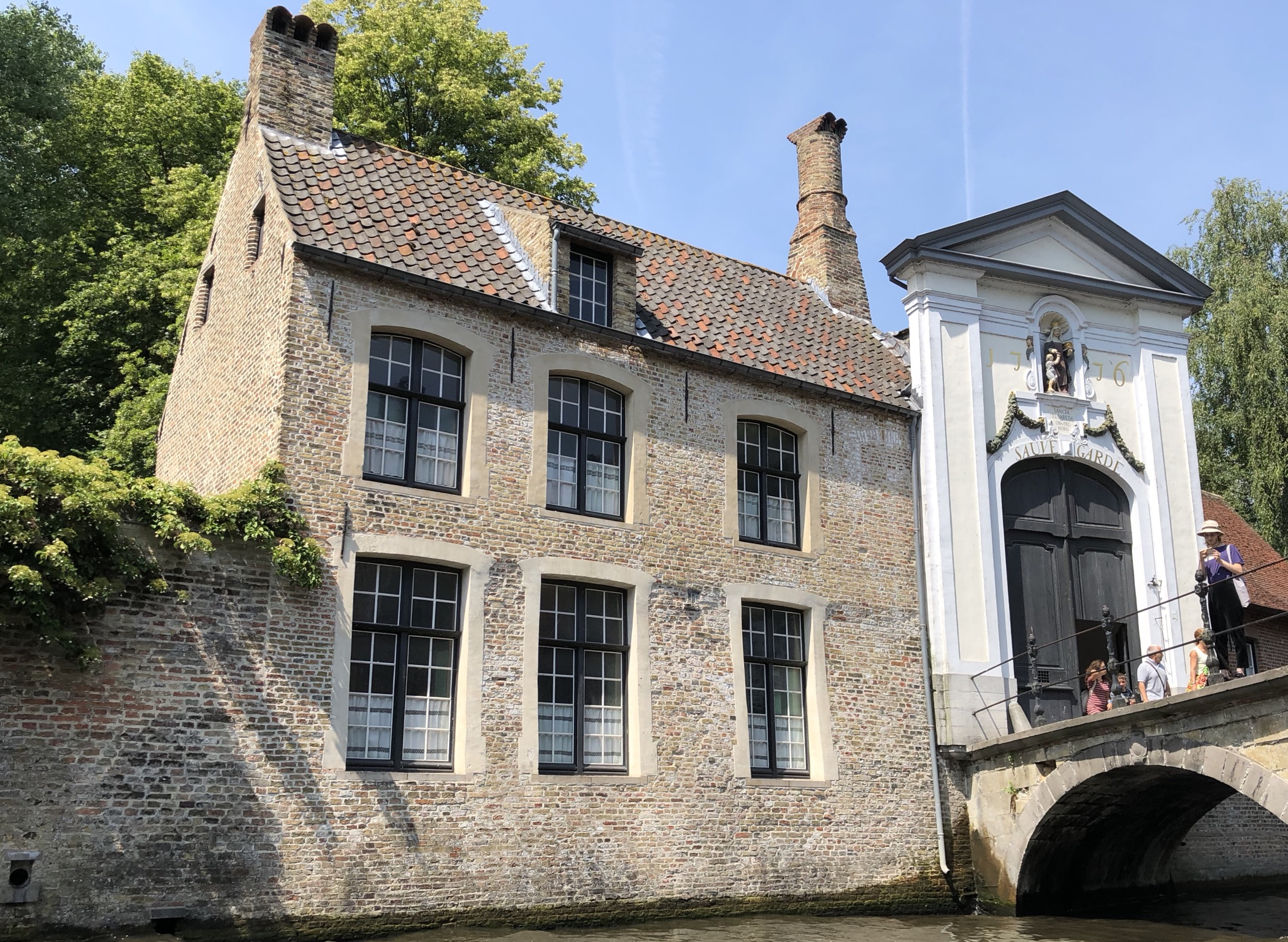
Begijnhof 1, Blick vom Kanal aus östlicher Richtung, im Jahr 2019

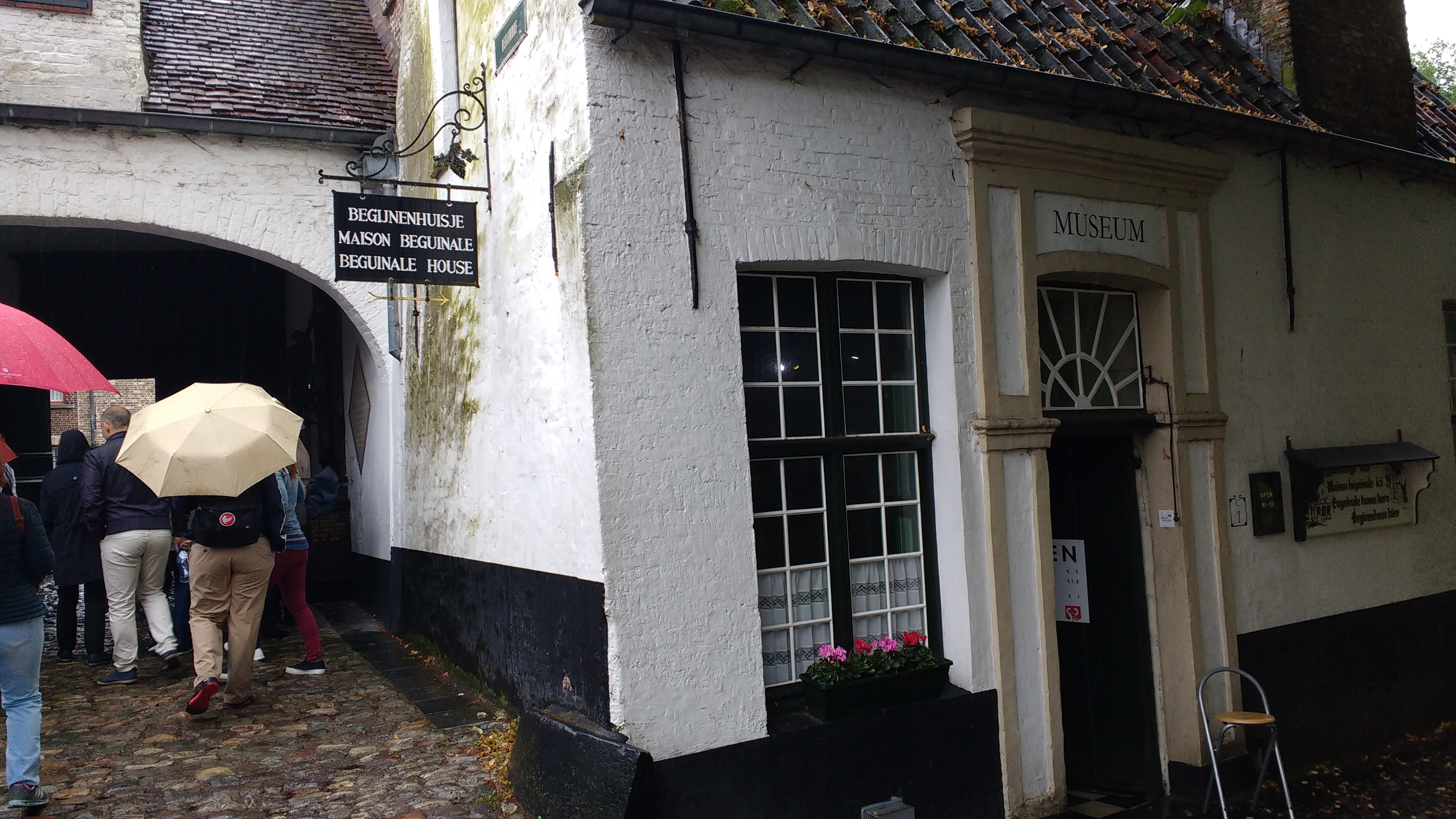
Eingangstür, 2016

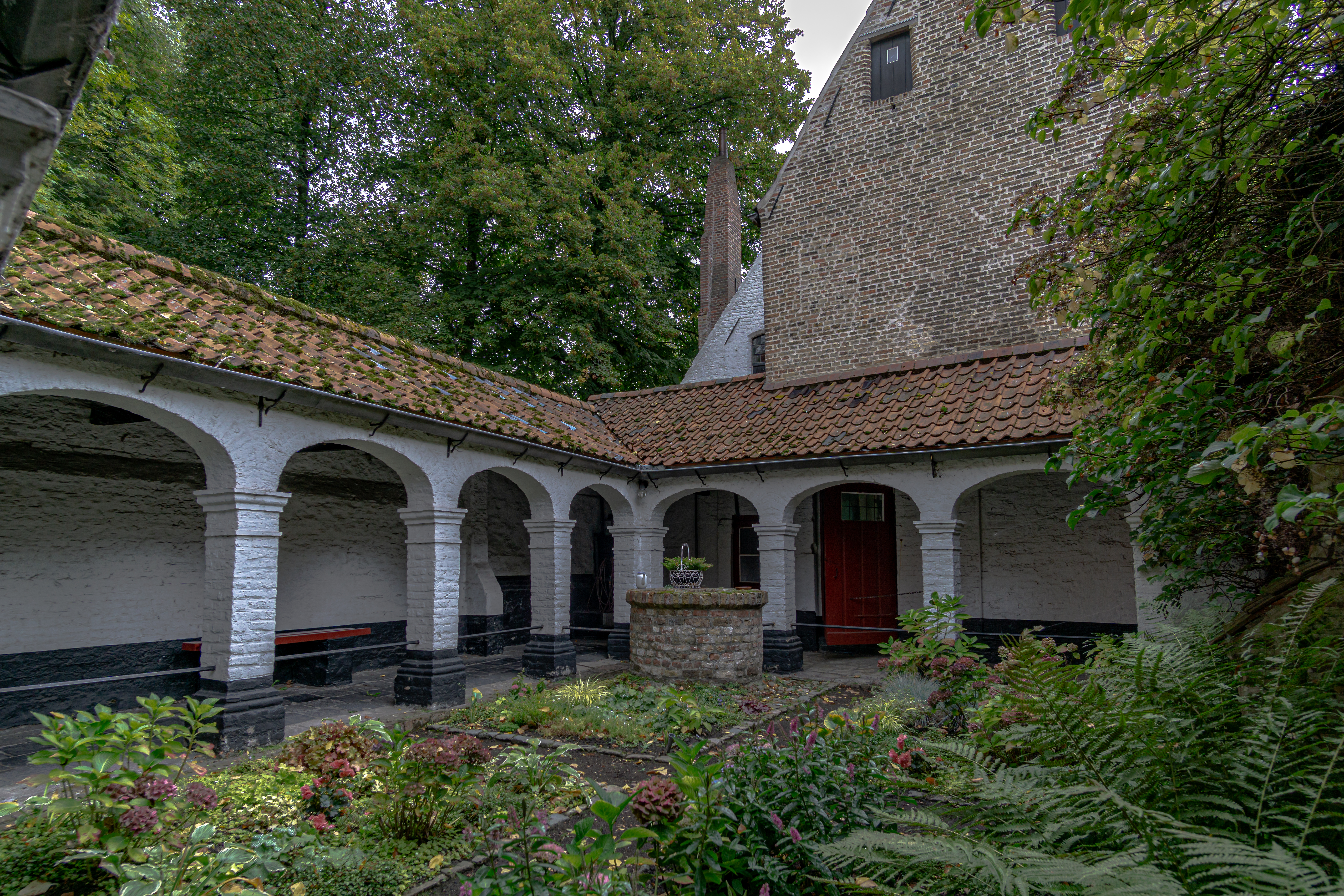
Garten, 2019

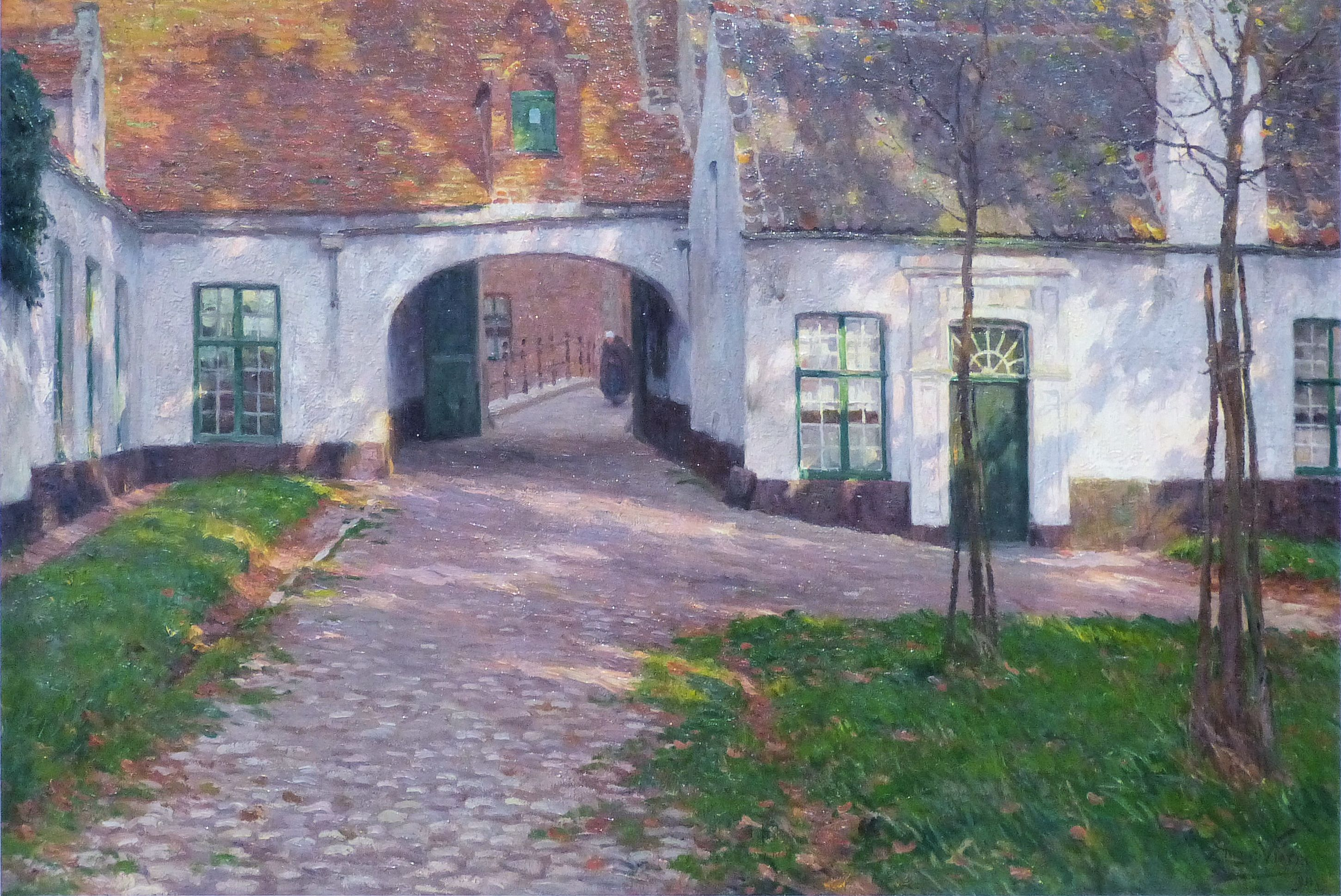
Heutiges Beginenhofmuseum (rechts) auf einem Bild von Emmanuel Viérin aus dem Jahr 1911

Das Beginenhofmuseum, auch nur Beginenmuseum genannt, ist ein Museum in Brügge in Belgien. Es ist dem Leben der Beginen gewidmet.

## Lage
Es befindet sich an der Ostseite des Beginenhofs Brügge an der Adresse Begijnhof 1, unmittelbar am Ufer des Kanals Bakkersrei. Südlich grenzt das gleichfalls denkmalgeschützte Haus Begijnhof 3 an. Nördlich schließt sich das Beginenhoftor an der Beginenhofbrücke an.

## Architektur und Geschichte
Das ein bis zweigeschossige Gebäude entstand wohl im 18. Jahrhundert, ist in seinem Kern jedoch älter. Es diente als Wohnhaus für Beginen. Bedeckt ist das Haus von einem mit flämischen Ziegeln gedeckten Satteldach. Bemerkenswert ist die an der Westseite befindliche rechteckige Eingangstür mit Pilasterrahmung und fächerförmigem Oberlicht aus dem 18. Jahrhundert. Anfang des 19. Jahrhunderts erfolgten Umbauten. Im 19. Jahrhundert entstanden auch die Dachgauben des Hauses.
Im südlichen Teil des Grundstücks befindet sich ein kleiner von Gebäudeflügeln und Mauern umgebener Garten. Er ist auf mehreren Seiten von einer auf Korbbögen ruhenden Arkade umgeben. Im Garten steht ein gemauerter Brunnen. An seiner Südseite befindet sich ein 1937 bis 1939 errichteter schmaler Anbau, der direkt an das Gebäude Begijnhof 3 grenzt. Er ist mit einem Pultdach bedeckt.
1997 wurde das Anwesen restauriert. Das Gebäude wird seit dem 14. September 2009 als architektonisches Erbe geführt und gehört zum Denkmalbereich des Beginenhofs.

## Einrichtung und Ausstellung
Im Inneren ist das Museum als Beginenhaus möbliert. Es verfügt über Küche, Ess- und Schlafzimmer sowie Flur und Sitzecke. In der Küche befindet sich ein spätgotischer Kamin aus Sandstein, der auf das 16. Jahrhundert zurückgeht. Ein weiterer Kamin stammt aus dem 18. Jahrhundert. An historischen Möbeln befinden sich im Haus ein Beginenschrank, ein Vorratsschrank und eine Wäschepresse. Die Presse diente insbesondere zum Plätten der zur Tracht der Beginen gehörenden Brustschleier. Außerdem ist im Museum eine Sammlung von Spitzen.